# Radina Gorica
Radina Gorica is een plaats in de gemeente Krašić in de Kroatische provincie Zagreb. De plaats telt 25 inwoners (2001).